# Ловягин (хутор)
Ловягин — хутор в Даниловском районе Волгоградской области, в составе Берёзовского сельского поселения.
Население — 201 (2010)

## История
Хутор Ловягин впервые отмечен на карте Шуберта 1840 года. Хутор относился к юрту станицы Берёзовской Усть-Медведицкого округа Земли Войска Донского (с 1870 — Область Войска Донского). В 1859 году на хуторе проживало 241 душа мужского и 249 женского пола. Согласно переписи населения 1897 года на хуторе проживало 354 мужчины и 362 женщины, из них грамотных: мужчин — 77, женщин нет.
Согласно алфавитному списку населённых мест Области Войска Донского 1915 года на хуторе имелось хуторское правление, земельный надел хутора составлял 4100 десятин, проживало 444 мужчины и 470 женщин.
С 1928 года — в составе Берёзовского района Хопёрского округа (упразднён в 1930 году) Нижне-Волжского края (с 1934 года — Сталинградского края, с 1936 года — Сталинградской области, с 1961 года — Волгоградской области). До 1953 году хутор являлся центром Ловягинского сельсовета. В 1953 году (решение облисполкома от 9 июля 1953 года № 24/1600) произошло объединение Берёзовского и Ловягинского сельсоветов в один Берёзовский, с центром в станице Берёзовской. Указом Президиума ВС РСФСР от 1 февраля 1963 года № 741/95 Берёзовский район был упразднён. Берёзовский сельсовет (со всеми населёнными пунктами) был передан в состав Котовского района. В составе Даниловского района хутор — с 1966 года

## География
Хутор находится в степи, у подножия одного из отрогов Доно-Медведицкой гряды Приволжской возвышенности, на левом берегу реки Медведицы. Высота центра населённого пункта около 100 метров над уровнем моря. В районе хутора берег Медведицы обрывистый. На противоположном берегу реки — пойменный лес. Почвы — чернозёмы южные, в пойме Медведицы — пойменные слабокислые и нейтральные почвы.
К хутору имеется подъезд от автодороги Даниловка — Фролово. По автомобильным дорогам расстояние до административного центра сельского поселения станицы Берёзовской — 10 км, до районного центра посёлка Даниловка — 10 км, до областного центра города Волгоград — 220 км. Ближайший населённый пункт хутор Бобры расположен в 2,3 км (по прямой) на противоположном берегу реки Медведицы.
Часовой пояс
Ловягин, как и вся Волгоградская область, находится в часовой зоне МСК (московское время). Смещение применяемого времени относительно UTC составляет +3:00.

## Население
Динамика численности населения по годам:
| 1859 | 1873 | 1897 | 1915 | 1987 | 2002 |
| ---- | ---- | ---- | ---- | ---- | ---- |
| 490  | 512  | 716  | 914  | ≈320 | 275  |

| 2010 |
| ---- |
| 201  |